# Krung Thon-Brücke
Die Krung Thon-Brücke (Thai สะพานกรุงธน) ist eine Brücke über den Mae Nam Chao Phraya (Chao-Phraya-Fluss). Sie verbindet die beiden Bezirke (Khet) Dusit und Bang Phlat in Bangkok, der Hauptstadt von Thailand.
Die Bauarbeiten begannen am 31. Oktober 1954 und dauerten bis kurz vor der offiziellen Eröffnung am 7. März 1958.
Die Konstruktion der Brücke besteht aus einem Oberbau aus Stahl-Fachwerkträgern, der sich über sechs Felder auf Pfeilern im Chao Phraya erstreckt. Die Brücke fasst vier Fahrspuren sowie einen Fußgängerpfad.
Die Länge über alles liegt bei 642,7 Meter, die größte Spannweite ist 64 Meter bei einer maximalen Tiefe von 7,5 Meter.